# Herman van de Poll
Herman van de Poll (Amersfoort, 5 november 1952 - Smilde, 12 december 2024 ) was een Nederlands kunstschilder. Hij maakte vanaf circa 2004 schilderijen op doek en werken op papier in een geometrisch-abstracte stijl.

## Jeugd, opleiding en start
Al vanaf zijn tiende jaar schilderde en tekende Van de Poll veel. Dit zette zich voort in o.a. stillevens en surrealistische werken tot circa 1998. Zijn oorspronkelijke opleiding was die van graficus.
In 1998 begon hij te studeren aan de Minerva academie in Groningen, om zich zo verder te verdiepen in het schilderen.  
Door zijn diverse vooropleidingen kon hij er al starten in het derde jaar; in januari 2001 behaalde hij er zijn einddiploma. Op Minerva leerde hij bovendien zijn schildervriend Albert de Wilde kennen, die evenals hij ten zuiden van Assen woonde.

## Geometrisch abstracte schilderkunst
Rond 1999 kwam Van de Poll in aanraking met de Chaostheorie die hem sterk fascineerde. De mathematische vormen hiervan boden hem een vormtaal voor zijn schilderijen die al vanaf circa 2000 abstract begonnen te worden; de driehoeken, vierkanten en cirkelvormen komen in het werk van die tijd veel terug. Drie jaar later werd hij gegrepen door de ideeën en de meetkundige figuren van de fractals. Deze kregen een enorme impact op de vormtaal van zijn schilderkunst vanaf c. 2002, tot nu aan toe.
Rond 2006 kwam er met zijn beide collega-kunstenaars Albert de Wilde en Fons Heijnsbroek een uitvoerige uitwisseling op ging - in woorden èn in beelden - over het thema 'Ruimte in de schilderkunst', wat alle drie de kunstenaars sterk bezighield. Dit resulteerde in de gezamenlijke expositie 'Trialoog over Ruimte' in het Glazen Huis van het Amstelpark in Amsterdam. Het werd een 3-manstentoonstelling van schilderijen inclusief teksten die een weergave bood van hun onderlinge trialoog. Van de Poll verwoordde bij die gelegenheid zijn eigen streven aldus:
 'Ik wil vorm geven aan het aspect van de oneindigheid van de Ruimte, waarbij het bestaan van 'fractals' uit de wiskunde een belangrijke inspiratiebron is. Mijn schilderijen zijn sterk gelaagd, zodat de kijker diep naar binnen kan gaan zonder dat er grenzen worden gesteld.' 

## Erkenning
- in maart 2017 deed hij met zijn werk mee in de bijzondere expositie van het 'Jaar van De Stijl', in de Nicolaikerk in Utrecht – naast het Centraal Museum, waar toen Rietveld's meesterwerk 'Leve de Stijl' werd tentoongesteld.
- zijn schilderijen zijn in diverse exposities getoond in galerie Stijl in Arnhem, waar een aantal van zijn werken ook in stock zijn opgenomen.[7]
- zijn werken werden gepresenteerd in de kunstmanifestatie 'Symposion' van 2015, in Gorinchem.[8] De visie in zijn eigen kunst viel heel uitgesproken samen met het thema van dat jaar: de ontwikkelingen in de geometrisch-abstracte, constructivistische kunst en de invloed daarvan op de hedendaagse kunstuitingen.
- in 2004 werden een aantal van zijn geometrisch-abstracte schilderijen opgenomen in de collectie van het CBK Assen.
- met regelmaat toont Van de Poll zijn werk in exposities van Het Drents Schildersgenootschap,[9] waarbij hij is aangesloten.